# 교서관
교서감(校書監) 또는 교서관(校書館)은 조선 태조 1년에 만들어져 당시 책을 만들고 관리하며 제사를 관장하고, 축하전문을 보내는 것을 관장하는 기관으로 설립 당시에는 교서감이었다. 태종 대에 그 이름을 교서관으로 고쳤다가 정조 5년(1782년)에 규장각(奎章閣)과 함께 통합시켜 규장각을 내각(內閣), 교서관을 외각으로 불렀다.
교서관 관원은 모두 문관을 임명하는데, 제조(提調: 종2품∼종1품) 2원, 부제조(副提調: 종2품∼정3품 당상관) 2원, 판교(判校: 정3품 당상관) 1원, 교리(校理: 종5품), 겸교리(兼校理: 종5품) 각 1원, 별좌(別座: 종7품) 4원, 별제(別提: 정‧종6품) 4원, 박사(博士: 정7품), 저작(著作: 정8품), 정자(正字: 정9품), 부정자(副正字: 종9품) 각 2원을 두었다.